# GLAAD Media Awards 2010
La 21ª edizione dei GLAAD Media Awards si è tenuta nel 2010. Le cerimonie di premiazione hanno avuto luogo al Marriott Marquis di New York il 13 marzo, all'Hyatt Regency Century Plaza di Los Angeles il 17 aprile e al Marriott Marquis di San Francisco il 5 giugno.

## New York
Excellence in Media Award
- Joy Behar

Vito Russo Award
- Cynthia Nixon

Riconoscimento Speciale
- Hair

Miglior film della piccola distribuzione
- Little Ashes
- Casi Divas
- The Country Teacher
- Phoebe in Wonderland
- The Secrets - Segreti

Miglior serie Daytime drammatica
- Una vita da vivere
- Così gira il mondo
- La valle dei pini
- Sentieri

Miglior serie drammatica
- Brothers & Sisters
- Grey's Anatomy
- Mad Men
- Skins
- True Blood

Miglior episodio serie TV
- "Amore tra pinguini", Parks and Recreation
- "Legami familiari", Private Practice
- "Una nuova vita", The Listener
- "I veri acchiappafantasmi", Supernatural
- "Aspetta e vedrai", Private Practice

Miglior film per la televisione
- Prayers for Bobby
- An Englishman in New York
- Pedro
- Torchwood: Children of Earth

Miglior episodio talk show
- "Ellen DeGeneres and Her Wife, Portia de Rossi", The Oprah Winfrey Show
- "Hell to Pay – Gay Teen Exorcism", The Tyra Banks Show
- "Mormon Church & Gays", The Joy Behar Show
- "The Science of Intersex", The Dr. Oz Show
- "Sirdeaner Walker Interview", The Ellen DeGeneres Show

## Los Angeles

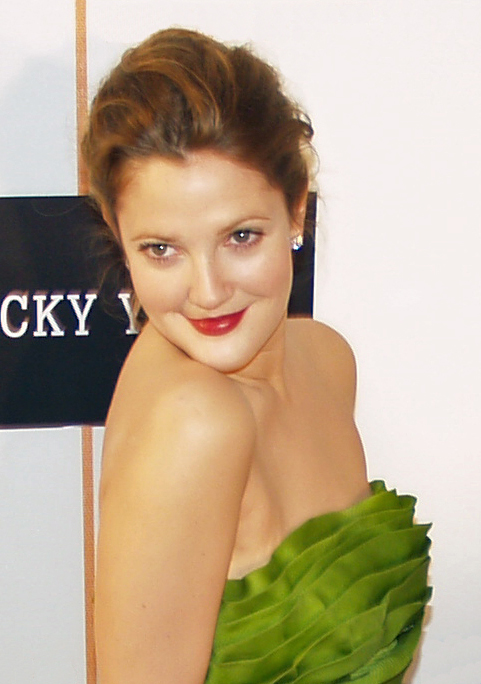
Drew Barrymore ha ricevuto il Vanguard Award alla cerimonia di Los Angeles.

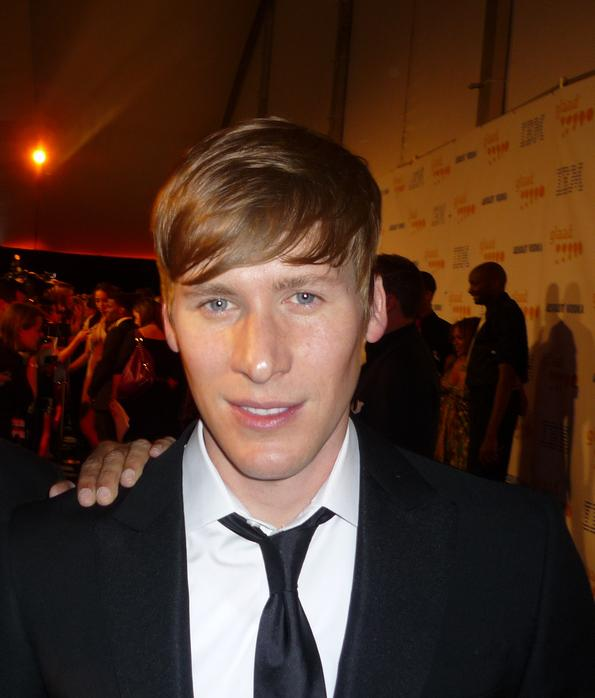
Dustin Lance Black ospite alla cerimonia di Los Angeles

Vanguard Award
- Drew Barrymore

Stephen F. Kolzak Award
- Wanda Sykes

Miglior film della grande distribuzione
- A Single Man
- Stanno tutti bene - Everybody's Fine
- I Love You, Man
- Precious
- Motel Woodstock

Miglior serie commedia
- Glee
- Beautiful People
- Greek - La confraternita
- Modern family
- United States of Tara

Miglior reality show
- RuPaul's Drag Race
- The Amazing Race
- Kathy Griffin: My Life on the D-List
- Making His Band
- The Real World: Brooklyn

## San Francisco
Golden Gate Award
- Cybill Shepherd

Davidson/Valentini Award
- Lee Daniels

San Francisco Local Hero Award
- Robert Hanson

Miglior documentario
- Ask Not
- Be Like Others
- Derek
- The Topp Twins: Untouchable Girls
- U People

Miglior cantante
- Lady Gaga, The Fame Monster
- Brandi Carlile, Give Up the Ghost
- Gossip, Music for Men
- Adam Lambert, For Your Entertainment
- Otep, Smash the Control Machine